# Landkreis Neunkirchen
Landkreis Neunkirchen – powiat w niemieckim kraju związkowym Saara. Stolicą powiatu jest miasto Neunkirchen, ale siedziba władz znajduje się w mieście Ottweiler.

## Podział administracyjny
Powiat składa się z:
- dwóch gmin miejskich (Stadt)
- pięciu gmin wiejskich (Gemeinde)

Gminy miejskie:
| Lp. | Nazwa gminy miejskiej | Ludność (31.12.2010) | Powierzchnia km² |
| --- | --------------------- | -------------------- | ---------------- |
| 1   | Neunkirchen           | 47.398               | 75,08            |
| 2   | Ottweiler             | 14.829               | 45,51            |

Gminy wiejskie:
| Lp. | Nazwa gminy wiejskiej | Ludność (31.12.2010) | Powierzchnia km² |
| --- | --------------------- | -------------------- | ---------------- |
| 1   | Eppelborn             | 17.164               | 47,04            |
| 2   | Illingen              | 17.334               | 36,08            |
| 3   | Merchweiler           | 10.402               | 12,78            |
| 4   | Schiffweiler          | 16.400               | 21,32            |
| 5   | Spiesen-Elversberg    | 13.720               | 11,40            |